# Capilla de Santa María de Jesús (Sevilla)

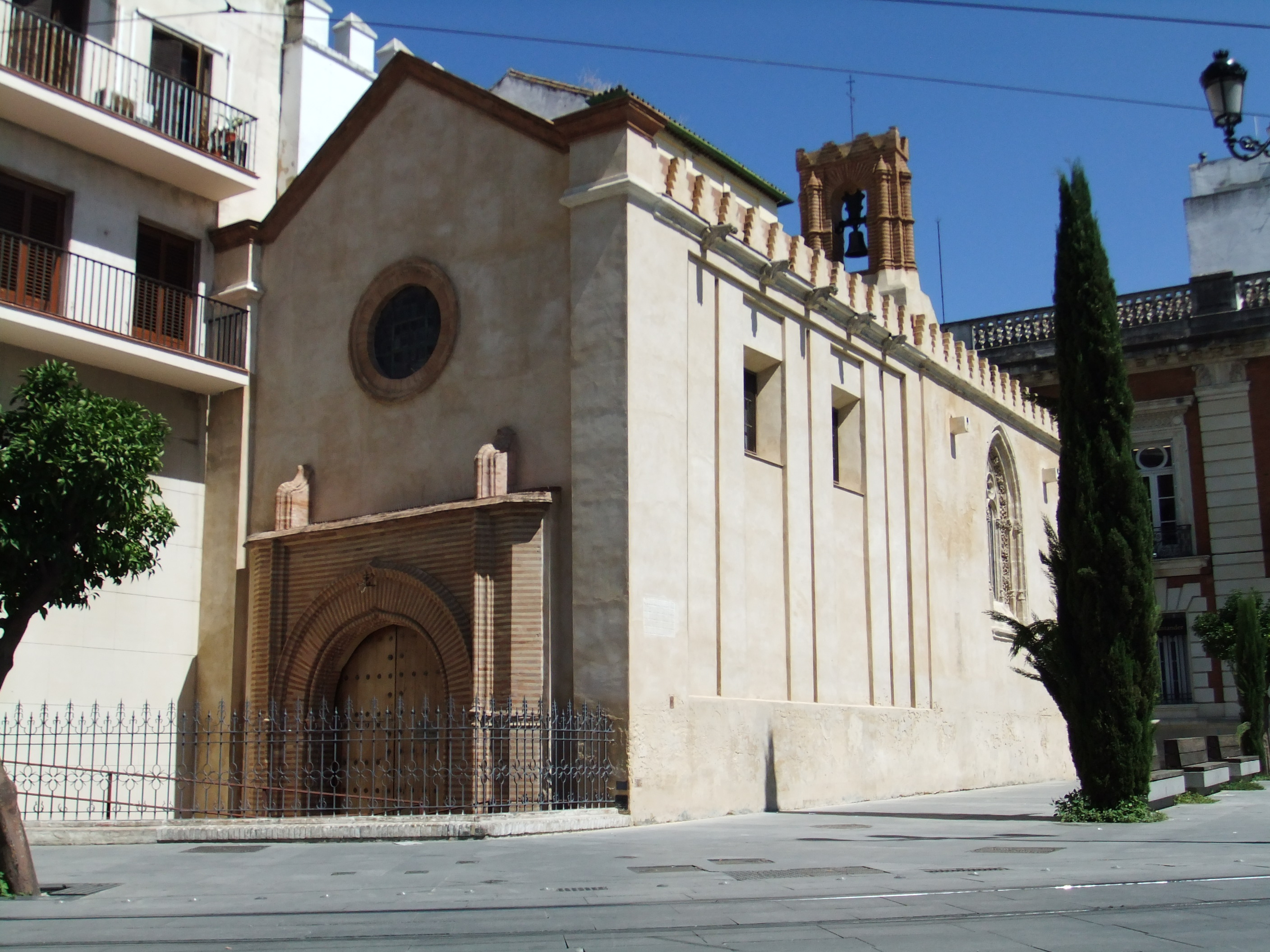
Capilla de Santa María de Jesús

La capilla de Santa María de Jesús se encuentra en la Puerta de Jerez de Sevilla (Andalucía, España). Es el único resto que se conserva del Colegio de Santa María de Jesús, fundado en 1505.

## Historia
Fue comenzada en 1506. Su diseño es atribuido a Alonso Rodríguez. En 1509 el encargado de las obras era Antón Ruiz. La portada fue realizada en 1514 por el albañil Manuel Sánchez.
El Colegio de Santa María de Jesús comenzó a recibir estudiantes en 1516.
El retablo mayor fue realizado en 1520 por Alejo Fernández. Representa a la Virgen de la Antigua recibiendo una maqueta del colegio, que le ofrece su fundador, maese Rodrigo Fernández de Santaella.